# 구마강
구마강(일본어: 球磨川 구마가와[*])은 일본의 규슈 구마모토현을 흐르는 강이다. 총 길이는 115 km이고 유역 면적은 1,880 km2이다. 모가미강, 후지강과 함께 '일본 3대 급류'의 하나로 여겨진다.
구마강은 인기 있는 관광지로 매년 약 70,000명이 이곳을 방문하고 있으며 강은 또한 낚시와 주변의 논을 관개하는데 사용된다. 강은 야쓰시로시에서 야쓰시로해로 빠져 나간다.

## 같이 보기
- 2020년 7월 일본 호우